# Macaroon
|  | No s'ha de confondre amb amb el macaró (un altre tipus de bescuit, també francès) ni tampoc amb el macarró (pasta alimentària). |

El macaroon (de l'anglès, [mækəˈruːn]) és un bescuit petit, normalment fet d'ametlles mòltes, coco o altres nous o fins i tot de patata, amb sucre i, a vegades, saboritzants (ex. mel, vainilla, espècies), colorant alimentari, cireres confitades, gelea o cobertura de xocolata. Algunes receptes utilitzen llet concentrada. Sovint es couen amb paper d'arròs comestible col·locat sobre una plata.

## Etimologia
El nom ve de l'italià maccarone o maccherone amb el significat de «pasta», que deriva de ammaccare, que significa «esclafar».

## Origen
Historiadors culinaris escriuen que macaroons remunten a un monestir italià del segle IX. Els monjos anaren a França el 1533, juntament amb els pastissers de Catarina de Mèdici, esposa del rei Enric II. Més tard, dues monges benedictines, sor Marguerite i sor Marie-Elisabeth, foren a Nancy en cerca d'asil durant la Revolució Francesa. Les dues dones pagaven el seu allotjament cuinant i venent macaroons, i, així, es van convertir en conegudes com «Germanes Macaroons».
Jueus italians més tard van adoptar el bescuit perquè no té farina ni ferment (són fermentats per la clara de l'ou) i pot ser menjat durant els vuit dies d'observació de la Péssah. Fou introduït per a altres jueus europeus i es va fer popular com un dolç per a l'any sencer.
Receptes de macaroons (també escrit «mackaroon», «maccaroon» i «mackaroom») apareixen en llibres de recepta a partir del 1725 (Court Cookery, or the Complete English Cook, de Robert Smith), i utilitzen clara d'ou i ametlles en pols. Mrs Beeton's Book of Household Management inclou una típica recepta tradicional. Al llarg del temps, s'afegí coco a les ametlles mòltes i, en certes receptes, les va substituir. També s'inclou fécula de patata de tant en tant en la recepta, per a donar més cos als macaroons.

## Varietats regionals

### República Dominicana
Macaroons a la República Dominicana són molts foscos. Coco ratllat és barrejat amb gingebre i canyella.

### França
El macaroon de coco és conegut com a «Congolais», o «le rocher à la noix de coco».

### Índia
Thoothukudi i Mangalore tenen les seves pròpies varietats de macaroon fetes amb anacard i clara d'ou, adaptades a partir dels macaroons introduïts en el període colonial.

### Irlanda
Un macaroon de barra de xocolata és feta per Wilton Candy en Co. Kildare, Irlanda. La descripció en l'embalatge és «peces de macaroon de xocolata amb llet irlandesa». Va ser fet per la primera vegada el 1937.

### Itàlia
Ricciarelli són una varietat tova d'ametlla originària de Siena. Amaretti di Saronno són, normalment, d'una varietat crocant de Saronno.
Ambdues normalment se serveixen en ocasions especials com Nadal.

### Filipines

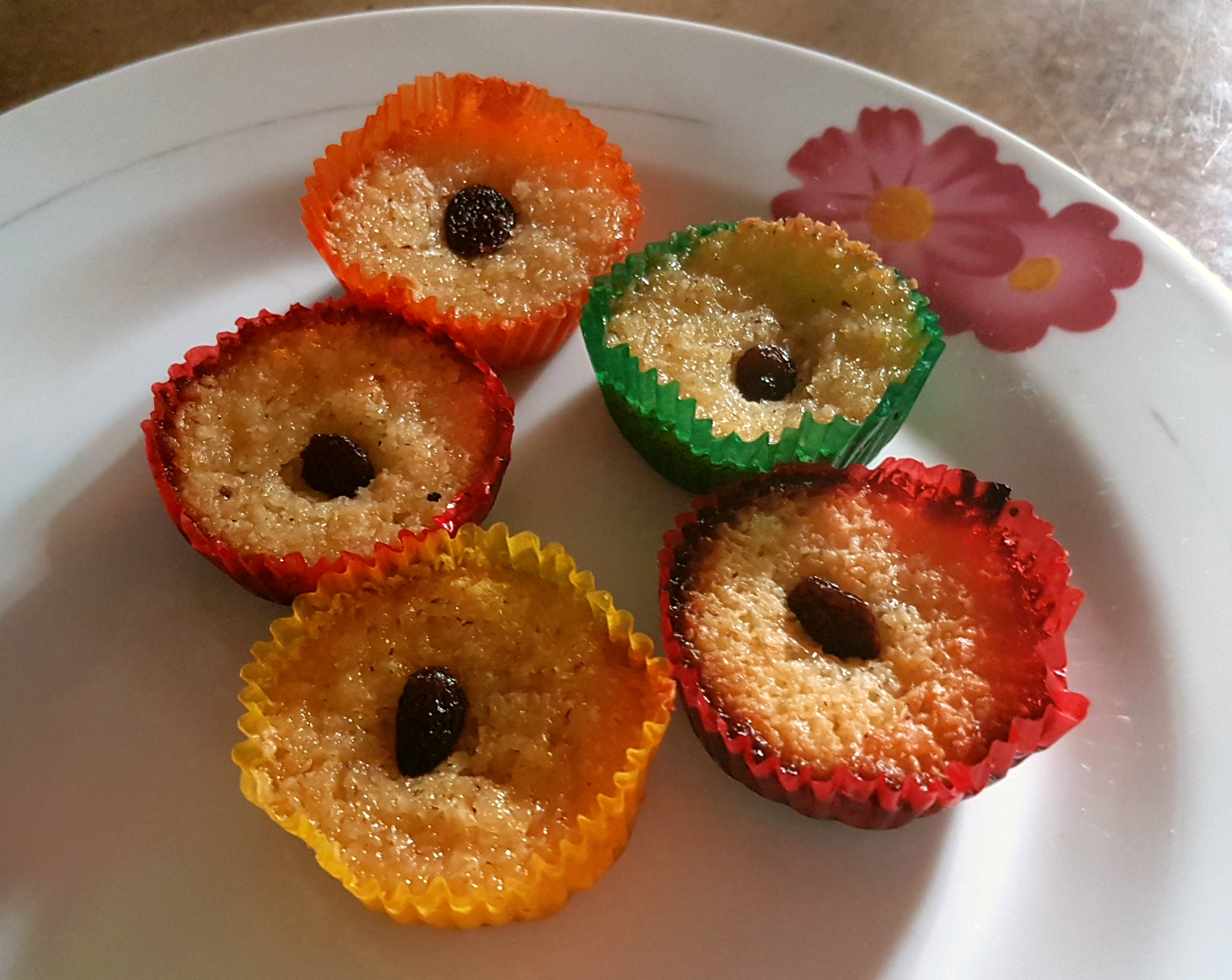
Macaroons de coco filipins

Sónlleugerament crocants per fora i tous, humits, i inflats per dintre. Són generalment cuinats en motllets acolorits de paper de cupcakes i amb panses damunt. Són populars durant dies festius i ocasions especials.

### Puerto Rico
A Puerto Rico, els macaroons de coco són anomenats besitos de coco (petonets de coco). Hi ha algunes variacions de besitos de coco a l'illa: les més populars inclouen raspas de llimona i vainilla com ingredients addicionals.

### Espanya
El carajito és una variant del macaroon feta amb avellanes i mel de la ciutat de Salas a Astúries. Una versió de grandària major és comunament coneguda com sultana o suspiros del moro.

### Turquia
Acıbadem kurabiyesi és una varietat tradicional turca feta d'ametlles, sucre i clares d'ous. Les receptes tradicionals inclouen una petita quantitat d'ametlles amargues, que dona nom al bescuit. Com que les ametlles amargues no estan fàcilment disponibles, normalment s'usa extracte d'ametlla com a substitut. Aquests bescuits són comuns a totes les fleques de Turquia, i rarament es fan a casa.

### Regne Unit
Al Regne Unit, en general, el tradicional macaroon d'ametlla moltes vegades inclou essència d'ametlla per a reforçar-ne la sabor i és cobert amb un floc d'ametlla. Els macaroons de coco també són populars.
A Escòcia, el macaroon escocès té un centre amb sucre i dens i és cobert en xocolata i coco cuit. Tradicionalment, eren fets amb sobres fredes de puré de patata i pa de sucre. Quan la barra de macaroon esdevingué comercial, la recepta ja no va utilitzar puré de patata a causa de les limitacions el temps de prestatge. El macaroon modern és fet a partir d'una combinació (segons el fabricant) de sucre, glucosa, aigua i ou. Aquests ingredients fan un centre que fon a la boca. Aquesta recepta va ser suposadament descoberta per accident el 1931, quan el pastisser John Justice Lees va declarar haver esguerrat una recepta de barra de xocolata fonent i va afegir coco damunt per despit, la qual cosa originà la primera barra de macaroon.

### Estats Units

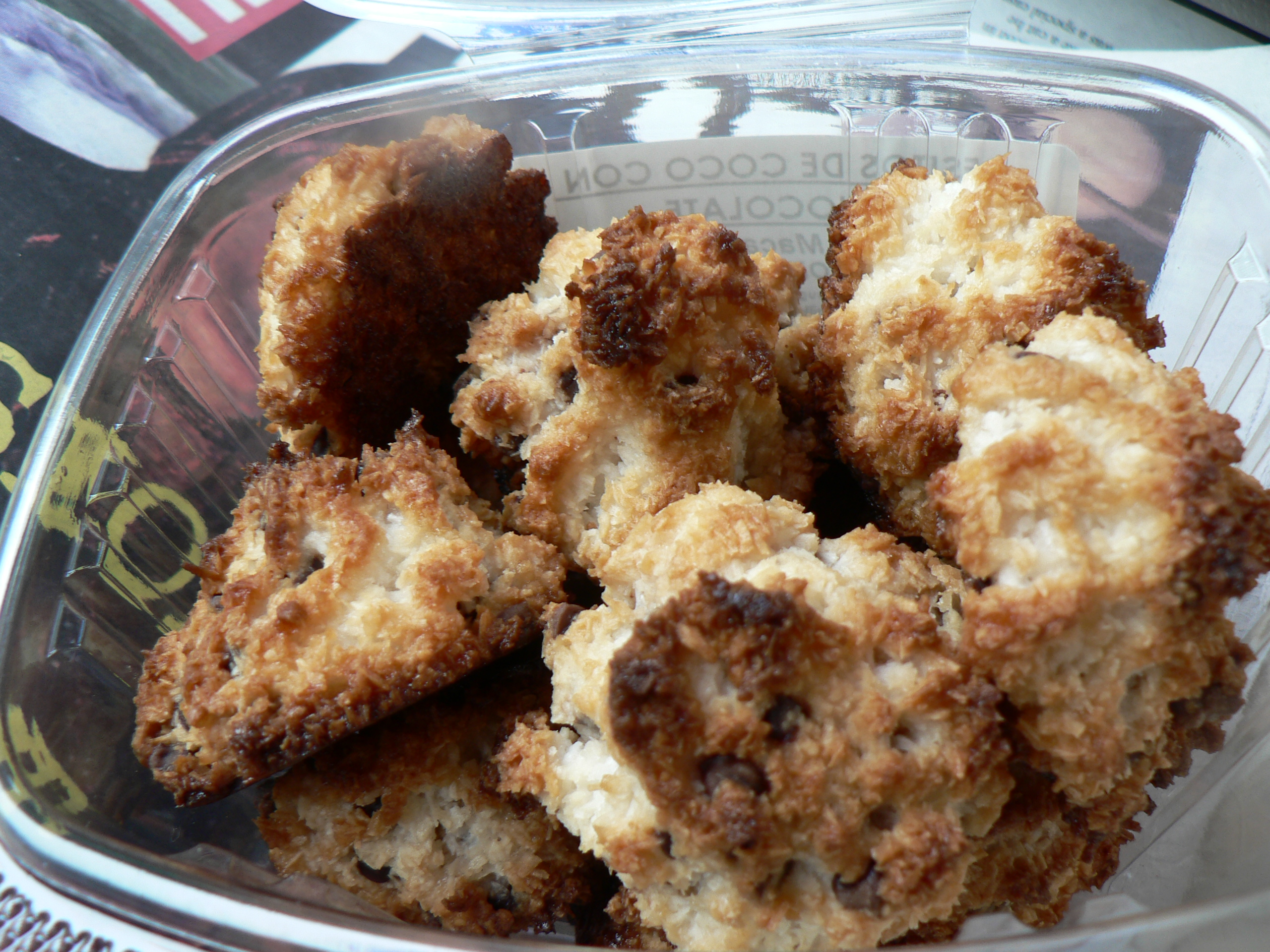
Macaroons de coco

El macaroon de coco és la varietat més coneguda als Estats Units. Els macaroons de coco fets comercialment són generalment densos, humits i dolços, i, moltes vegades, submergits en xocolata. Els macaroons casolans i varietats produïdes per petites pastisseries són comunament lleus i tous. Macaroons fets amb coco són, moltes vegades, utilitzats amb una bossa de pastisseria amb una punta en forma d'estela, mentre que macaroons fets amb nous són més probables de ser fets manualment, a causa de la rigiditat de la pasta. A causa de la falta d'ingredients amb blat i ferment, els macaroons sovint es consumeixen durant la Pasqua en moltes llars judaiques.